# Дронго савановий
Дронго савановий (Dicrurus divaricatus) — вид горобцеподібних птахів родини дронгових (Dicruridae). До 2018 року вважався підвидом Dicrurus adsimilis.

## Поширення
Вид поширений в Африці південніше Сахари від Південної Мавританії та Сенегамбії до Сомалі та Північної Кенії.

## Підвиди
- D. d. divaricatus (Lichtenstein, MHK, 1823) — західна частина ареалу (західніше Чаду).
- D. d. lugubris (Hemprich & Ehrenberg, 1828) — східна частина ареалу.